# Meurthe (aviso)
 (janvier 2020).
Si vous disposez d'ouvrages ou d'articles de référence ou si vous connaissez des sites web de qualité traitant du thème abordé ici, merci de compléter l'article en donnant les références utiles à sa vérifiabilité et en les liant à la section « Notes et références ».
Pour les articles homonymes, voir Meurthe.
La Meurthe est un aviso de transport à hélice lancé en 1885 à Rochefort par la Marine française. Elle appartient à la série des avisos Drôme, Eure, Aube, Durance, Rance et Manche.
En 1887, la Meurthe est affectée à la station locale de l'île de la Réunion. Outre son commandant le lieutenant de vaisseau Frédéric Richard-Foy, l'état-major comprend l'enseigne de vaisseau René Daveluy, futur contre-amiral. Alors qu'elle est en escale à Diego-Suarez, à Madagascar, la Meurthe est envoyée aux îles Crozet pour secourir les naufragés du Tamaris qui y sont réfugiés. Avant l'arrivée de l'aviso, les naufragés, à court de vivre, quittent leur île à bord d'une chaloupe et disparaissent en mer. Le commandant de la Meurthe, Frédéric Richard-Foy a publié un récit de cette mission,,.
En novembre 1900, la Meurthe quitte Brest pour se rendre en Nouvelle-Calédonie et y remplacer l'aviso de transport Eure destiné à y devenir un ponton.

## Philatélie
En janvier 2021, les services postaux des Terres Australes et Antarctiques Françaises émettent un timbre d'une valeur faciale de 1,20 €, représentant l'aviso la Meurthe en mission aux îles Crozet.